# Pina Turco
Pina Turco, née en 1984 à Torre del Greco dans la région de la Campanie, est une actrice italienne.

## Biographie
En 2018, elle tient le rôle principal du drame social Il vizio della speranza d'Edoardo De Angelis, dans lequel elle joue le rôle de Maria, une jeune femme au quotidien précaire, travaillant pour la Camorra en supervisant pour elle le commerce des mères-porteuses et la prostitution de jeunes africaines à Castel Volturno. 
Elle remporte le prix de la meilleure actrice lors du festival international du film de Tokyo 2018 et reçoit une nomination au Ruban d'argent et au David di Donatello de la meilleure actrice en 2019 pour ce rôle.

## Filmographie

### Au cinéma
- 2013 : Cha cha cha de Marco Risi
- 2017 : La parrucchiera de Stefano Incerti
- 2018 : Il vizio della speranza d'Edoardo De Angelis

### À la télévision

#### Séries télévisées
- 2013 : Una grande famiglia
- 2014 – 2016 : Gomorra

## Prix et distinctions notables
- Festival international du film de Tokyo 2018 : prix de la meilleure actrice pour Il vizio della speranza.
- Nomination au David di Donatello de la meilleure actrice en 2019 pour Il vizio della speranza.
- Nomination au Ruban d'argent de la meilleure actrice en 2019 pour Il vizio della speranza.